# Kwinana
Kwinana è un sobborgo situato nell'area metropolitana di Perth, in Australia Occidentale; esso si trova a sud del centro cittadino ed è la sede della Città di Kwinana. Al censimento del 2006 contava 19.907 abitanti.